# Междоусобная война на Руси (1015—1019)
Междоусобная война на Руси (1015—1019), усобица Владимировичей, междоусобная война сыновей Владимира Святославича, вторая междоусобица на Руси — борьба за власть после смерти Владимира Святославича между Святополком Владимировичем (или Ярополчичем) и Ярославом Владимировичем, завершившаяся в пользу последнего.

## Предыстория
В 1013 году Святополк Владимирович, князь Туровский, пользуясь близостью своих владений к Польше, составил заговор со своим тестем Болеславом, князем Польским, против своего отца Владимира Святославича, великого князя Киевского, но заговор был раскрыт и Святополк был брошен в темницу.
В 1014 году Ярослав Владимирович, князь Новгородский, отказался от ежегодной переправки отцу в Киев 2000 гривен (2⁄3 новгородских даней) и нанял два отряда варягов во главе с Эймундом и Рагнаром, в ответ на что Владимир начал подготовку к большому карательному походу на Новгород.
После смерти в 1015 году Владимира, Борис Владимирович, князь Ростовский, возвращавшийся с войском из похода на печенегов, отказался от борьбы против Святополка, признал его великим князем и вскоре погиб (по различным версиям, был убит людьми Святополка или варяжскими наёмниками Ярослава). Также был убит Глеб Владимирович, князь Муромский, а Святослав Владимирович, князь Древлянский, бежал в Чехию, на родину своей матери, но также был настигнут убийцами.

## Основные эпизоды

### Сражение под Любечем
В 1016 году Ярослав во главе трёхтысячного новгородского войска и наёмных варяжских отрядов двинулся против Святополка, позвавшего на помощь печенегов. Два войска встретились на Днепре вблизи Любеча и на протяжении трёх месяцев, до поздней осени, ни одна из сторон не рисковала перейти реку. Наконец это сделали новгородцы, которым и досталась победа. Печенеги были отрезаны от войск Святополка озером и не смогли прийти к нему на помощь. Ярослав сел на великое княжение, наградив новгородцев (по гривне смердам, по 10 гривен старейшинам и горожанам). Однако Святополк не отказался от борьбы.

### Осада Киева печенегами
Уже в 1017 году Киев испытал печенежскую осаду. Она упоминается академиком Б. А. Рыбаковым. и В. Н. Татищевым; подробно описана в «Саге об Эймунде». Святополк с печенегами подошёл к Киеву, на стенах которого были укреплены кроны деревьев для защиты от стрел, а вокруг города был выкопан ров с водой, прикрытый сверху брёвнами и землёй. Часть осаждавших попала в ловушку. Двое ворот Киева были оставлены открытыми, и в них расположились соответственно дружинники Ярослава и варяги Эймунда. В ходе сражения печенегам даже удалось проникнуть внутрь города, но потом они были выбиты. Осаждённые предприняли вылазку и в ходе преследования захватили стяг Святополка.

### Сражение на Буге

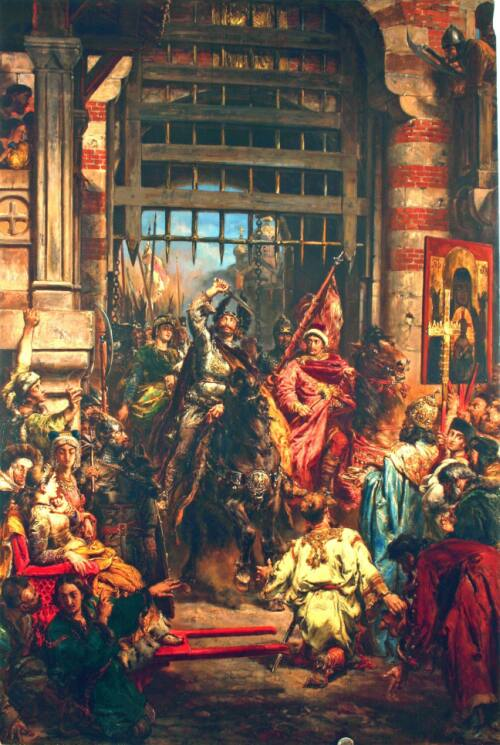
Болеслав Храбрый и Святополк у Золотых ворот Киева (картина Яна Матейко)

В 1018 году на помощь Святополку двинулся его тесть Болеслав, князь Польский. Ярослав вывел войска навстречу на реку Буг, где произошла новая битва. Два войска встретились на Западном Буге и некоторое время не решались перейти реку. Это неожиданно сделал Болеслав, увлекая за собой своих воинов. Ярослав потерпел сокрушительное поражение.
Святополк вошёл в Киев и разместил польские войска в городах, где стало назревать недовольство, а затем и по приказу самого Святополка стали организовываться убийства поляков. В награду за помощь в отвоевании киевского престола Святополк отдал Болеславу завоёванные Владимиром Святославичем Червенские города на левом берегу Западного Буга, и польские войска покинули Русь.
После поражения Ярослав бежал в Новгород и хотел бежать в Швецию, но был удержан новгородцами, опасающимися мести Святополка. В 1019 году было собрано новое войско, причём на его оснащение был произведён сбор средств в размере 4 кун с мужей, по 10 гривен со старейшин и по 18 гривен с бояр. Святополк оказался не готов к противостоянию и сразу бежал к печенегам, уступив киевский стол Ярославу.

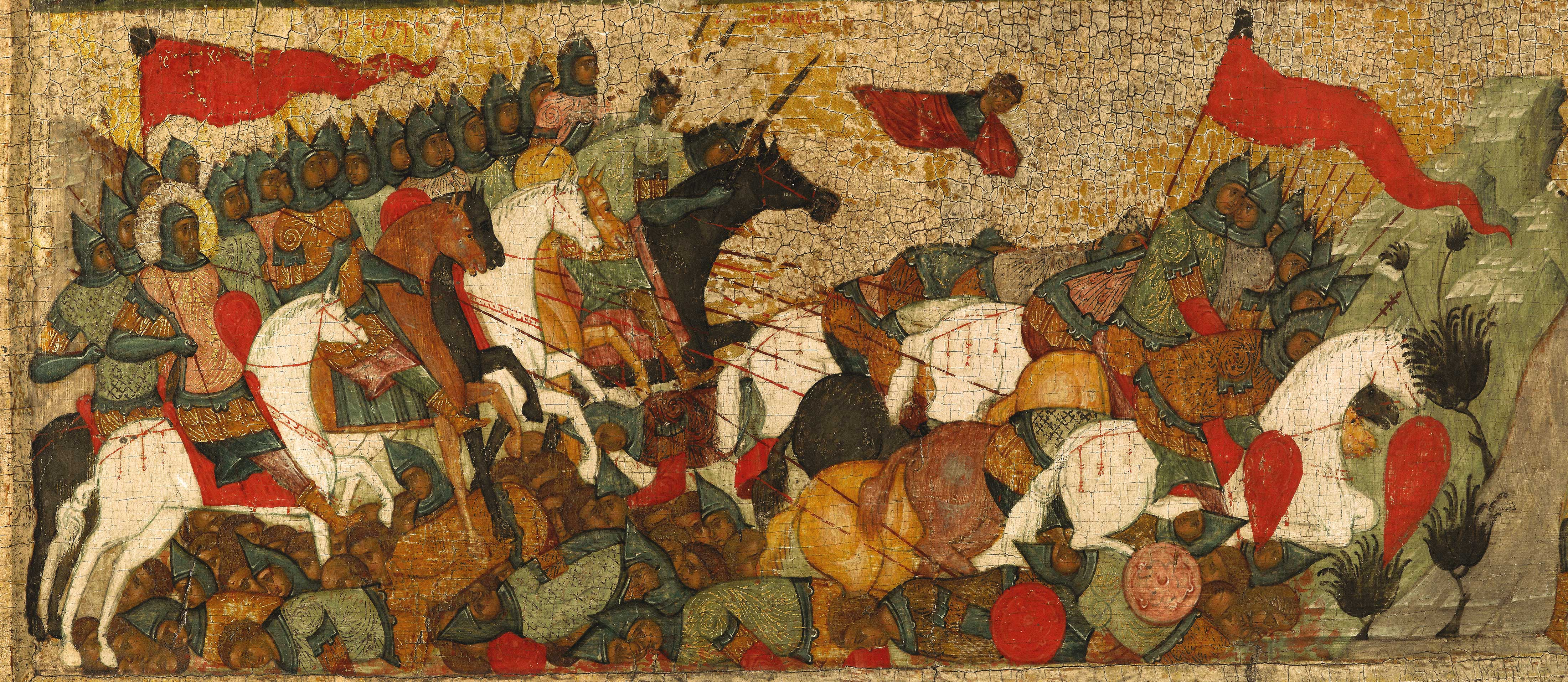
Победа войск Ярослава Мудрого над войсками Святополка Окаянного, нач. XVI в.

### Битва на Альте
В том же году Святополк сразился с Ярославом в решающей битве на реке Альте. Летопись не сохранила точного места и подробностей битвы. Известно только, что битва произошла в месте убийства Бориса Владимировича, протекала весь день и носила крайне ожесточённый характер. Святополк бежал через Берестье и Польшу в Чехию. В пути, страдая от болезни, умер.